# Sedijanaš
Sedijanaš (mađ. Szentdénes) je selo u južnoj Mađarskoj.
Zauzima površinu od 12,15 km četvornih.

## Ime
Ime je dobilo prema svetom Dioniziju (mađ. Dénes).

## Zemljopisni položaj
Nalazi se na 46° sjeverne zemljopisne širine i 17° 46' istočne zemljopisne dužine. 2 km sjeverozapadno je Biduš, 3,5 km sjevernije sjeverozapadno je Petreda, 4,5 km sjeverno je Nagyváty, 3 km sjeveroistočno je Kacsóta, 5 km istočnije sjeveroistočno je Selurinac, 2 km istočno je Királyegyháza, 3 km južno je Sumony, 3 km zapadno je Bánfa, a 4 km zapadno je Katádfa.

## Upravna organizacija
Upravno pripada Sigetskoj mikroregiji u Baranjskoj županiji. Poštanski broj je 7913.

## Povijest
1287. se selo spominje pod imenom Szentdienes odnosno Telwky (S.Dionysiusm Teleki) .

## Promet
2 km sjeverno prolazi željeznička pruga Velika Kaniža – Pečuh, na kojoj je i željeznička postaja Sedijanaš. 2 km istočno i jugoistočno prolazi željeznička prometnica koja vodi od Selurinca prema Šeljinu.

## Stanovništvo
Sedijanaš ima 324 stanovnika (2001.). Većina su Mađari, a manjinsku samoupravu imaju Romi, koji čine 2%. Trećina stanovnika je neizjašnjena. Rimokatolika je preko 87%, a kalvinista 6%.

## Vanjske poveznice
- Sedijanaš na fallingrain.com